# The Christian (film 1923)
The Christian è un film muto del 1923 diretto da Maurice Tourneur.

## Trama
Glory Quayle e John Storm sono cresciuti insieme nell'isola di Man. Innamorati fin dall'infanzia, si recano a Londra dove le loro strade si dividono: Glory vuole diventare infermiera, mentre John vuole entrare in un monastero. Ma le cose non vanno come i due hanno previsto: lei intraprende la carriera artistica, diventando una diva teatrale; lui, che non riesce a dimenticarla, rinuncia ai voti.
Lord Robert Ure, che ha sedotto Polly Love, l'amica di Glory, istiga la folla contro John dicendo che ha predetto la fine del mondo alla vigilia dell'Epsom Derby. John, per salvare l'anima di Glory, cerca di ucciderla, ma lei lo convince del suo amore. L'uomo, confuso, vaga per le strade dove viene ferito dalla folla. Prima di morire tra le braccia di Glory, John sposa l'amore della sua vita.

## Produzione
Il film fu prodotto dalla Goldwyn Pictures Corporation.
Venne girato in Inghilterra, a Londra.

## Distribuzione
Distribuito dalla Goldwyn Distributing Company, il film uscì nelle sale cinematografiche USA dopo essere stato presentato in prima nel Missouri, a Kansas City, il 14 gennaio 1923. In Francia, venne distribuito dalla Films Erka con il titolo Calvaire d'apôtre il 28 marzo 1924.
Non si conoscono copie ancora esistenti della pellicola che viene considerata presumibilmente perduta.